# Audru Ring
Der Audru Ring (auch EST-Ring, Pärnu Ring, Sauga Ring oder Porsche Ring) ist eine Rennstrecke in Estland. Der Ring liegt rund 5 Kilometer nördlich der Hafenstadt Pärnu auf dem Gebiet der Landgemeinde Tori. Er wurde 1992 eröffnet und ist die einzige permanente Strecke in Estland.

## Geschichte
Der Name EST-Ring wurde vom früheren Betreiber, der estnischen Autosport Union geprägt. Es gibt auch den Namen Audru Ringrada. Schon seit den 1930er Jahren wurde in Sauga auf einem Straßenkurs namens Sauga kolmnurk (Sauga-Dreieck) Motorsport mit Motorrädern und Formelfahrzeugen betrieben. So ist überliefert, dass sogar einige russische Fahrer abends zum Umtrunk mit ihren Rennwagen in die Stadt fuhren.
1984 wurde von Enn Teppand ein erster Vorschlag unterbreitet, den ehemaligen Dreieckskurs in einen modernen 2,3 km langen Rennkurs zu wandeln. Dabei sollten aber einige Teile des Kurses noch dem öffentlichen Straßenverkehr zugänglich bleiben. Es herrschten sogar Gedankenspiele, die Formel 1 nach Estland zu holen. Der erste Grand Prix in einem Ostblockland startete dann aber 1986 auf dem Hungaroring in Ungarn.
Das 1984 geplante Projekt wurde schließlich nicht umgesetzt. 1986 wurde ein teilpermanenter Kurs errichtet auf dem auch erste internationale Wettbewerbe starteten. Diese wurde 2001 unter Federführung von Teppand erheblich umgebaut. So wurde Start und Ziel aus der heutigen Kurve 4 in den Nordteil der Strecke verlegt.
Die Gesamtlänge der Strecke beträgt nach dem letzten größeren Umbau 2012 3200 Meter. Durch 2 Kurzanbindungen kann die Strecke in 2 separat betreibbare Clubkurse, den Nord-Kurs mit ca. 1500 m Länge und den ca. 1800 m langen Süd-Kurs unterteilt werden.

## Veranstaltungen
Regelmäßiger Gast in Pärnu ist die Baltische Tourenwagen-Meisterschaft. Die weiteren Serien reichen vom Clubsportniveau wie der BMW 325i Challenge bis hin zu den offiziellen Meisterschaften der nordeuropäischen FIA Zone. Mehrheitlich sind aber nationale und regionale Serien aus Russland, dem Baltikum oder auch Finnland am Start.
Des Weiteren finden viele Fahrtrainings und Clubveranstaltungen neben etwa zweijährlichen Großveranstaltungen statt.